# Henri Schwery
Henri Schwery, född 14 juni 1932 i Saint-Léonard, Valais, död 7 januari 2021 på samma plats, var en schweizisk kardinal och biskop. Han var biskop av Sion från 1977 till 1995 och kardinal från 1991.

## Biografi
Henri Schwery var son till Camille-Louis Schwery och Marguerite Terroux. Han studerade vid det högre seminariet i Sion. Därefter studerade han vid Santa Chiaras prästseminarium och Påvliga universitetet Gregoriana i Rom. Han avlade därutöver examen i matematik och teoretisk fysik vid Fribourguniversitetet. Schwery prästvigdes av biskopen av Sion, François-Nestor Adam, den 7 juli 1957.
I juli 1977 utnämndes Schwery till biskop av Sion och vigdes den 17 september samma år av biskop François-Nestor Adam. Schwery var ordförande för den schweiziska biskopskonferensen från 1983 till 1988.
Den 28 juni 1991 upphöjde påve Johannes Paulus II Schwery till kardinalpräst med Santi Protomartiri a Via Aurelia Antica som titelkyrka. Schwery deltog i konklaven 2005, vilken valde Benedikt XVI till ny påve.

## Bilder

Kardinal Schwerys titelkyrka
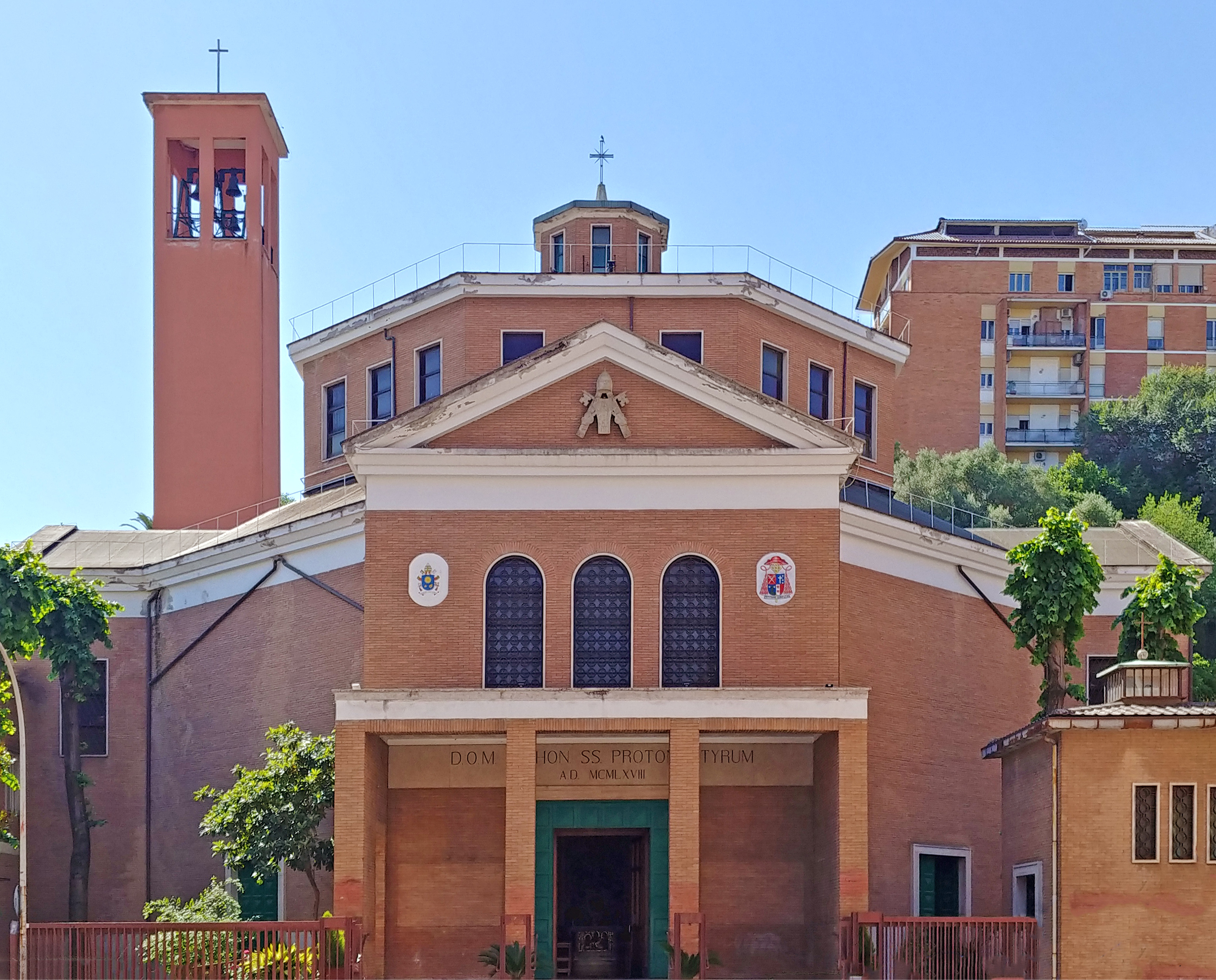
Santi Protomartiri a Via Aurelia Antica.